# Stralsund: Waffenbrüder
Waffenbrüder ist ein deutscher Fernsehfilm nach dem Drehbuch von Daniel Schwarz und Thomas Schwebel, Regie Kaspar Heidelbach, aus dem Jahr 2018. Es handelt sich um den 13. Filmbeitrag der ZDF-Kriminalfilmreihe Stralsund. In den Hauptrollen der Ermittler agieren neben Katharina Wackernagel und Alexander Held, Karim Günes und Therese Hämer. Die Haupt-Gastrollen sind mit Johannes Zirner, Florian Bartholomäi und Alina Levshin sowie Karl Kranzkowski, Marita Breuer und Peter Kremer besetzt.

## Handlung
Ein kleiner Junge läuft durch die winterliche Landschaft, um den Kita-Bus noch zu erreichen, der jedoch vorbeibraust. Sekunden später erschüttert ein gewaltiger Knall die Gegend und der Bus geht in Flammen auf. Die hinzugezogenen Kommissare Nina Petersen, Karl Hidde und Karim Uthmann gehen davon aus, dass es sich bei dem Fahrer des Busses, der zu Tode kam, um den 38-jährigen Sascha Müller handelt, der laut Aussage der Kita seine Tour gerade erst begonnen hatte. Die Kommissare stellen sich die Frage, warum jemand einen Sprengstoffanschlag auf einen Kita-Bus durchführt. Monika Beckmann, die Leiterin der Kita, erzählt Petersen und Hidde, dass Sascha Müller aus dem Westen stamme und der Freund ihrer Tochter Jeannette sei.
Erste Ergebnisse der KTU durch Thomas Jung ergeben, dass bei dem Anschlag ausgefeilte, aber veraltete Technik zum Einsatz kam, ähnlich wie bei einem Terroranschlag der RAF 1991. Der Sprengstoff stammt aller Wahrscheinlichkeit nach aus alten NVA-Beständen. Zudem wurde in dem ausgebrannten Fahrzeug eine Waffe des Typs Makarow entdeckt, mit der ein Banküberfall in Wolgast unweit der polnischen Grenze verübt worden war. Die Kommissare stellen fest, dass Sascha Müller 37.000 Euro Guthaben auf seinem Konto hat, während Petersen mit der Freundin von Müller spricht. Diese erzählt ihr, dass Sascha ein „einsamer Wolf“ gewesen sei.
Als Jeannette Beckmann mit ihrem kleinen Sohn Luca mit dem Bus unterwegs ist, entdeckt dieser Sascha auf der Straße. Jeannette lässt den Bus stoppen, um kurz darauf ihren Freund fassungslos zu fragen, warum er nicht tot sei. Es stellt sich heraus, dass Sascha seinen Freund und Triathlon-Kollegen Holger Meese gebeten hatte, seine Schicht zu übernehmen, um mit seinem Rad trainieren zu können. Von Wolfram Winkelmann, dem Trainer der beiden, erfahren Petersen und Hidde, dass Meese den Bus gar nicht hätte fahren dürfen, da man ihm seinen Führerschein abgenommen habe. Das habe Sascha auch gewusst, aber es sei ihm wohl egal gewesen, er sei eben ein Wessi.
Weil Uthman Sascha auf dem Rad folgen kann, da er auch ein passionierter Radfahrer ist, stoßen Petersen und Hidde auf Sascha Müllers Mutter, von der sie erfahren, dass ihr Mann 1983 von der RAF bei dem Anschlag auf den Westbankchef Walter Büttner regelrecht hingerichtet worden sei. Ihr Mann Kurt sei dessen Fahrer gewesen. Mit so etwas könne man nie abschließen. Durch Inga, die Frau des zu Tode gekommenen Meese, stoßen die Ermittlungsbeamten auf einen Kellerraum, den Meese Müller überlassen hat, und dort auf zahlreiche Unterlagen zum seinerzeitigen Mord an dem Bankchef Dr. Büttner. Nina Petersen ist sich sicher, dass Müller auf der Suche nach den Terroristen ist, die seinen Vater auf dem Gewissen haben.
Nicht wenige der RAF-Terroristen sind seinerzeit in der DDR mit Unterstützung des DDR-Geheimdienstes Stasi untergetaucht. Im Westen hatten sie ihre Attentate verübt und sich danach wieder in der DDR versteckt, erläutert Nina Petersen. Auch nach der Wende seien viele dieser Terroristen dank der Hilfe von Stasi-Führungsoffizieren nicht verhaftet worden. Petersen glaubt, dass Müller diese Stasi-Offiziere ausfindig gemacht hat und über sie jetzt an die Terroristen rankommen will. Die Sprengung von Sascha Müllers Wagen sei ein Indiz für diese Vermutung.
Es stellt sich heraus, dass Wolfram Winkelmann, alias Borowski, einst Oberst der Stasi war. Er hat den Sprengstoff geliefert, durch den Holger Meese dann umgekommen ist. Die Spur führt zu Rainer Oehler, der sich in einem fast unbewohnten Hotelkomplex aufhält. In seinem Zimmer wird die Leiche von Winkelmann gefunden, erstochen mit dem Anglermesser von Sascha Müller, dessen Name auf dem Schaft steht. Dort wurde auch die Bombe, die den Kita-Bus gesprengt hat, gebaut. Durch ein Geräusch aufmerksam geworden, finden die Ermittler in einem Nebenraum Rainer Oehler, geknebelt und auf einem Stuhl festgebunden mit einem Schild auf der Brust „Kommando Müller“. Thomas Jung stellt fest, dass es sich bei Oehler um Martin Koppenberger, den einstigen Bombenbauer der RAF handelt. Sascha Müller konnte mit dem Motorrad entkommen. Man fahndet nach ihm im Zusammenhang mit dem Mord an Winkelmann. Koppenberger gelingt es, während seiner Vernehmung eine Waffe an sich zu bringen und sich zu erschießen. Er hat zwar zuvor gestanden, am Mord an Kurt Müller beteiligt gewesen zu sein, ansonsten aber alle Vorwürfe abgestritten. Kurt Müller wurde seinerzeit von einem Motorrad aus erschossen, auf dem zwei Gestalten saßen. Koppenberger hat ganz besonders vehement bestritten, dass seinerzeit ein zweiter Mann beteiligt war. Der zweite Mann war indes eine Frau, nämlich Monika Beckmann, die Mutter von Jeannette, Sascha Müllers Freundin. Sie war in der DDR auf höchster Ebene tätig. Auf Müllers Frage: „Warum mein Vater?“, war ihre kaltschnäuzige Antwort: „Er war im Weg, Er musste weg.“ Sie war es auch, die Müllers Anglermesser an Koppenberger weitergeleitet hatte, der damit den unliebsamen Zeugen Winkelmann/Borowski erstach. Alles sollte auf Sascha Müller als Täter hinweisen.

## Produktion

### Produktionsnotizen
Produziert wurde der Film von Network Movie, Film- und Fernsehproduktion GmbH & Co. KG, Köln, Herstellungsleitung: Andreas Breyer, Produktionsleitung: Ralph Retzlaff. Der verantwortliche ZDF-Redakteur ist Martin R. Neumann. Soundtrack: U2 – Beautiful Day.

### Dreharbeiten, Veröffentlichung
Waffenbrüder wurde vom 20. Februar 2018 bis zum 23. März 2018 in Stralsund und Umgebung gedreht und am 10. November 2018 zur Hauptsendezeit im ZDF erstausgestrahlt. Ab 19. Oktober 2018 stand der Film vorab in der ZDFmediathek zur Verfügung.

## Rezeption

### Einschaltquote
Bei seiner Erstausstrahlung am 10. November im ZDF wurde der Film von 6,58 Millionen Zuschauern verfolgt, was einem Marktanteil von 21,9 Prozent entsprach.

### Kritik
Tilmann P. Gangloff vergab auf der Seite tittelbach.tv 3 ½ von 6 möglichen Sternen und meinte, „schon die letzten ‚Stralsund‘-Episoden wirkten, als sei die Reihe im Krimialltag angekommen: Nach all’ den gegenseitigen Verdächtigungen und Intrigen sind die Ermittler aus der Ostseestadt mittlerweile ein Team wie viele andere“. Zum Fall hieß es, die Geschichte brauche zwar „einen kleinen Anlauf“, werde dann aber „interessant“. Kaspar Heidelbach habe den 13. Film der Reihe jedoch „über weite Strecken viel zu brav“ inszeniert, „um wirklich für Nervenkitzel zu sorgen“, auch die „Optik“ sei „durchschnittlich“. Dass ‚Waffenbrüder‘ trotz der von ihm aufgeführten Mängel „sehenswert“ sei, habe „vor allem mit zwei Schlüsselbegriffen zu tun: Stasi und RAF“. „Clever“ gebe das Autorenduo Schwarz & Schwebel […] „das eigentliche Thema dieses Films erst nach und nach preis“.
„TV-Krimi-Routinier Kaspar Heidelbach […] steuer[e] sein Ermittlerteam durch ein nach wie vor brisantes Thema der deutsch-deutschen Geschichte“ schrieb die Fernsehzeitschrift TV Today. „Der Fall stocher[e] anfänglich noch etwas diffus im Mecklenburger Nebel, [nehme] dann aber Tempo auf und erzähl[e] eine wintergraue Story, die frösteln“ lasse.
Rupert Sommer von Prisma konnte dem Film nicht allzu viel abgewinnen und meinte, der 13. Fall erweise sich „als arg konstruiertes Kuddelmuddel“. Zwar trete „das zwischenmenschliche Durcheinander auf dem Revier diesmal ein wenig in den Hintergrund, aber glaubwürdiger mach[e] das die holprige Fallabwicklung aber nicht“.